# Zdeněk Koubek
Zdeněk Koubek, geboren als Zdena (Zdeňka) Koubková (Paskov, 8 december 1913 - Praag, 12 juni 1986) was een atleet uit Tsjecho-Slowakije. Hij won twee medailles op de Wereldspelen voor vrouwen in 1934 en verschillende nationale titels op de 100-800 meter hardlopen, verspringen en hoogspringen. Ook vestigde hij enkele wereldrecords bij het hardlopen die later werden ingetrokken. Koubek werd opgevoed als een vrouw, maar ging vanaf 1935 als man door het leven. Later had hij ook een genderbevestigende operatie: hij was een van de eerste internationaal bekende sporters die een gendertransitie onderging.

## Biografie

### Jeugd
Koubek kwam uit een gezin met acht kinderen. Zijn geregistreerde geboortegeslacht was vrouw en hij werd opgevoed als meisje. Koubek werd geboren in Paskov, maar verhuisde niet lang na zijn geboorte met zijn familie naar de grotere stad Brno. Als tiener startte hij met atletiek bij een vrouwenatletiekclub, waar hij al snel opviel door zijn uitzonderlijke prestaties. In 1932 werd hij tweede bij de nationale kampioenschappen op de 800 meter en in het hoogspringen. Na dit onverwachtse succes kreeg hij een uitnodiging om deel te nemen aan een team in Praag. Hij verhuisde naar deze stad en werd assistent van een professor. Op de universiteit ontmoette hij de studente Jarmila Žáková, met wie hij uitging en over wie hij schreef hoe mooi ze was. Ook steunde zij hem toen hij zijn haar kort knipte. De aard van hun relatie is echter nooit bekend geworden.

### Sportcarrière
In 1934 won Koubek vijf nationale titels bij de vrouwen: op de 100 meter, 200 meter en 800 meter hardlopen, evenals in het hoogspringen en verspringen. Op 14 juni van dat jaar vestigde hij zijn eerste wereldrecord, met een tijd van 2.16,4 op de 800 meter. Zijn volgende wereldrecord volgde in de estafette over een combinatie van afstanden (2×100 meter, 200 meter en 800 meter) met een tijd van 3.14,4. In augustus van datzelfde jaar won Koubek de 800 meter op de Wereldspelen voor vrouwen, in een wereldrecordtijd van 2.12,4. Ook werd hij derde bij het verspringen met een nationale recordafstand van 5,70 meter. Zijn atletische prestaties kregen veel internationale aandacht.

### Transitie en reacties
Volgens zijn dagboek begon Koubek, ondanks dat hij als vrouw was opgevoed, zich steeds meer man te voelen. In 1935 beëindigde hij zijn sportcarrière en kondigde hij aan als man te willen leven. Volgens sommige bronnen zou Koubek medische onderzoeken hebben ondergaan en intersekse zijn, maar daar is volgens andere bronnen onvoldoende bewijs voor. Koubek schreef en sprak uitgebreid over zijn ervaringen, maar deed dat in een tijdperk voordat mensen een psychologische en sociale gendercategorie herkenden die los stond van het biologische geslacht. Het is hierdoor moeilijk om hem een modern label te geven. Op een gegeven moment vertelde hij de pers dat zijn "ziel" "altijd meer gericht was op het man-zijn", een idee dat veel weg heeft van de moderne transgenderervaring. "Zie mij als een burger," smeekte hij de lezers van een Tsjechisch tijdschrift, "die na een korte, onaangename vertraging op het juiste spoor wil komen en uiteindelijk de beoogde bestemming wil bereiken." In 1936 onderging hij een  genderbevestigende operatie, zodat hij openlijk kon leven als man. Hij liet hij zijn naam officieel wijzigen naar Zdeněk Koubek, nam afscheid van de atletiekwereld en van een mogelijke loopbaan als trainer. 
Koubeks records in de vrouwenatletiek werden geschrapt en hij gaf zijn medailles en onderscheidingen terug. Alice Milliat, hoofd van de Wereldspelen voor vrouwen, reageerde bij zijn afscheid op de vraag of Koubeks gouden medaille ingetrokken moest worden: "Als bewezen is dat [Koubek] een man is geworden, is het logisch te veronderstellen dat hij voorheen een vrouw was." Avery Brundage, voorzitter van het Amerikaans Olympisch Comité, uitte zijn zorgen over atleten die hij “hermafrodieten” noemde en pleitte bij internationale sportorganisaties voor verplichte medische keuringen voorafgaand aan deelname aan de Olympische Spelen. Naar aanleiding van de publieke aandacht voor Koubeks transitie pleitte Wilhelm Knoll — Nazi-arts en hoofd van de Internationale Federatie voor Sportgeneeskunde (FIMS) — voor verplichte medische controles van vrouwelijke atleten. Kort daarop voerde de internationale atletiekfederatie een regel in die fysieke onderzoeken mogelijk maakte bij twijfel over iemands geslacht, voorafgaand aan de Olympische Spelen van 1936 in Berlijn. Het was het begin van een langdurige, controversiële geschiedenis van seksescreening in de topsport.

### Verdere leven
Koubek reisde naar New York en Parijs, waar hij vertelde over zijn leven en atletiekdemonstraties gaf in cabarets. Daarna keerde hij terug naar Tsjecho-Slowakije, waar hij in februari 1938 een rijbewijs wist te bemachtigen waarin zijn mannelijke identiteit erkend werd. Tijdens de Duitse bezetting van Tsjecho-Slowakije wist hij hierdoor onder de radar van het naziregime te blijven. In 1940 trouwde hij zelfs met zijn partner Uršulou Škrobačovou. Na de oorlog keerde hij kort terug in de sport als speler van de rugbyclub van zijn broer Jaroslav. Hij werkte als kantoormedewerker bij Škoda Works en bracht zijn latere jaren door met zijn vrouw in Praag, waar hij in 1986 op 72-jarige leeftijd overleed. 

## In de media
Koubeks verhaal is herontdekt als onderdeel van de vroege geschiedenis van genderdiversiteit in de sport. Een roman uit 1935, Zdenin světový rekord (Zdena’s wereldrecord), geschreven door Lída Merlínová, is gebaseerd op zijn vroege leven en sportcarrière. Het boek The Other Olympians: Fascism, Queerness, and the Making of Modern Sports (2024), geschreven door journalist Michael Waters en uitgegeven door Macmillan, gaat dieper in op het levensverhaal van Koubek en andere transgender, intersekse en genderdiverse sporters in de aanloop naar de Olympische Spelen van 1936 en de opkomst van genderregulering binnen de sportwereld.